# Corydoras colossus
Corydoras colossus — вид сомоподібних риб з роду коридорас підродини Corydoradinae родини панцирних сомів. Описаний у 2023 році.

## Назва
Видовий епітет colossus походить від давньогрецького κολοσσός (kolossós), що означає «гігантська статуя», натякаючи на відносно велике, міцне, броньоване тіло виду.

## Поширення
Ендемік Бразилії. Поширений у річці Жутай на північному заході Бразилії в штаті Амазонас; правій притоці Амазонки.